# Åsbergsstolen
Åsbergsstolen, en stolmodell från Hälsingland, döpt efter snickaren Anders Åsberg från Bjuråkers socken. Åsbergs design fördes vidare genom en snickare i Hälsingeskogarna, Erska, som tillverkade varje stol för hand. Slutligen tog Erskas lärling, Eva Löfgren, hand om konceptet, och startade på 1970-talet Åsbergsstolens snickeri i Bjuråkersskogarna. Under slutet av 2010-talet tog Vanja Jonsson med Vida Snickeri över och tillverkar stolarna. 
Än idag görs varje stol för hand och naras istället för att spikas eller skruvas. 
Stolsmodellen har även fått sällskap av bord och soffor i samma stil.